# 雏鸟乐队
雏鸟乐團（英語：The Yardbirds）（又译庭中鳥、新兵乐队）是一支英国摇滚乐队，在1960年代中期作有一系列热门歌曲，包括《為了你的愛》、和。
乐队闻名于三名摇滚乐坛最著名的主音吉他手：埃里克·克莱普顿、吉米·佩奇和傑夫·貝克，三人都是經由这支乐队开始各自的音乐事业，并入选了《滚石雜誌》“最伟大的100位吉他手”榜单中的前5位（克莱普顿、佩奇和贝克分列第2、3和第5位）。
雏鸟乐队的音乐基于藍調，风格拓展至流行樂和摇滚樂，涉足于1960年代中期电吉他的革新，例如声音回授效果、失真和放大效果器改进。网站的帕特·彭博顿（Pat Pemberton）认为雏鸟乐队是“摇滚乐历史上最令人印象深刻的吉他乐队”。乐队于1968年解散后，主音吉他手吉米·佩奇创建了齐柏林飞船。
1992年，雏鸟乐團入选了摇滚名人堂，並於同年重組。鼓手吉姆·麥卡蒂和節奏吉他手/貝斯手克里斯·德雷加成為樂隊中唯二的創始團員。在德雷加於2012年離隊後，麥卡蒂成為唯一留在隊上的創始團員。